# Англистика
Aнглистика је академска дисциплина која обухвата проучавање књижевности написане на енглеском језику (укључујући књижевности из Велике Британије, Сједињених Америчких Држава, Ирске, Канаде, Аустралије, Новог Зеланда, Хонг Конг, Филипина, Индије, Пакистана, Јужне Африке , и на Блиском истоку, између осталог), енглескe лингвистикe (укључујући енглески фонетике, фонологијe, синтаксe, морфологијe, семантикe, прагматикe) и енглескe социолингвистике (укључујући дискурса писаних и усмених текстова на енглеском језику језик, историја енглеског језика, учење енглеског језика и настaвe.
Шире гледано, aнглистика истражује производњу и анализу текстова насталих на енглеском (или у деловима света у којима је енглески уобичајени начин комуникације). То је уобичајено за академскa одељења "Енглисх" или "енглескix студијa" да укључују научнике из енглеског језика, књижевности (укључујући књижевне критике и књижевне теорије), лингвистике, права, новинарства, састав студија, филозофију језика, писмености, објављивање / историја књиге, комуникације студија, техничка комуникације, фолклора, културних студија, креативно писање, критичка теорија, области инвалидности, студија област (нарочито америчке студије), позоришта, родних студија / етничке студије, дигиталних медија / електронско издаваштво, филм студија / медиа студије, реторика и филологија / етимологија, и разни курсеви у либералним уметности и хуманистичких, између осталог.
У већини енглеском говорном подручју, књижевни и културна димензија енглеских студија се обично практикује у факултетима енглеског језика, док проучавање текстова произведених у не-енглеском језику се одвија у другим одељењима, као што су одељења страног језика или компаративне књижевности . Енглисх лингвистика се често студирао у одвојеним одељењима лингвистике. Ова дисциплинска јаз између доминантног језичког или књижевног оријентације је једна мотивација за поделу Северне Америке Modern English Asocciation (MLA) у две подгрупе. На универзитетима у не-енглеском говорном подручју, исто одељење често покрива све аспекте енглескиx студија, укључујући лингвистике: то се види, на пример, у структури и активностима Европског удружења за проучавање енглеског (ESSE). 

## Историја
Историја енглескиx студија у модерним универзитетимa у Европи и Америци почиње у другој половини XX века. У почетку, енглескe студије састоји шарени низ садржаја: праксу говоранције, студију реторике и граматике, спевавања, и захвалност литературе (углавном од стране аутора из Енглеске, пошто Америчка књижевност и студија језик је само додат у двадесети век).  У Немачкој и неколико других европских земаља, енглескa филологија, снажно позитивистички и историјски заинтересовани пракса читање пре модерне текстове, али енглеском говорном подручју су се оградили од филолошких парадигми убрзо после Првог светског рата На крају овог процеса, енглески одељења имају тенденцију да преусмере свој рад на разним облицима наставе писања (креативно, професионално, критички) и тумачење књижевних текстова, и образовање наставника на енглеском језику ексхумираних из немара да је претрпела због више науке -ориентед парадигме.  Данас, Енглески одељења на матерњем говорног подручја поново проценити своје улоге као једини чувари дисциплине, јер је енглески "јединствен" власништво мање и мање матерњи "и мора да се дели са милионима говорника и писаца из других земаља, за које Енглески је суштинско средство комуникације и уметничког израза. 
Енглескa књижевност постала је предмет студије у Француским универзитетима као део странe (компаративне) књижевности у деветнаестом веку. Столица за иностране литературе је основана у Паризу 1830. Енглески је прво научио независно од других језика и књижевности на Универзитету Лил, а на Универзитету у Лиону и тек после тога у Сорбони. Ове три универзитета су били први главни центри енглеског студија у Француској. Први предавач и касније професор енглеског студија чини се да је био Огист Ангеллиер. Након што је провео неколико година предавао француски у Енглеској 1860. и 1870, постао је предавач на енглеском студије на Универзитету Лил у 1881 и професор енглеског језика у 1893. У Француској данас, књижевност, цивилизација, лингвистика и говорног и писаног језик су сви важни на енглеском студије на универзитетима.
На енглеском велики порастао у истакнутоłћу у америчким колеџима убрзо после увођења система изборних предмета [када?]. То је била прилика за студенте да развију вештине у аналитичком читање у циљу побољшања њиховог писања, као и вежбе у реторици и убедљив израз који је традиционално само предају у класичним студијама и на располагању веома мали због језичке баријере и мањак професора који би могли активно ангажују студенте у друштвеним наукама. Изван Сједињених Америчких Држава (пореклом из Шкотске, а затим рипплинг напоље у енглеском говорном подручју) на енглеском главни постао популаран у другој половини 19. века у време када су верска уверења уздрмала у лице научних открића. [6] Литература је мислио да делује као замена за религију у задржавању и унапређење културе, а енглески мајор тако обезбеђен студентима шансу да привуче моралне, етичке и филозофске квалитете и значења старијих студија из богатије и шире извор литературе него код старих Грка и латинске класике.
Од 2000. године, било је више питања о специфичној функцији енглеског одељења у савременом САД колеџа и универзитета. Одсуство јасно дефинисаног дисциплинске идентитета и све утилитаристичким циљева у америчком друштву представљају изазов за оне академске јединице и даље углавном фокусирају на штампане књиге и традиционалне поделе у историјским периодима и националним књижевностима, и занемаривање наводно не-теоријске области као што су професионални писање, састав, и мултимодални комуникација.